# Gregorio Fontana
Gregorio Fontana (1735 – 1803) va ser un matemàtic italià. Era catedràtic de matemàtiques a la Universitat de Pavia succeint Roger Joseph Boscovich. Va introduir les coordenades polars.
El seu germà era el físic Felice Fontana (1730–1805).

## Obres
- Analyseos sublimioris opuscula . 1763.[3]
- Delle altezze barometriche e di alcuni insigni paradossi relativi alle medesime. Bolzani, Giuseppe. 1771.[4]
- Dissertazione idrodinamica. 1775.[5]
- Disquisitiones physico-mathematicae . 1780.[6]
- Dissertazione sul computo dell'errore probabile nelle sperienze ed osservazioni.1781.[7]
- Ricerche sopra diversi punti concernenti l'analisi infinitesimale e la sua applicazione alla fisica. Comino, Baldassare. 1793.

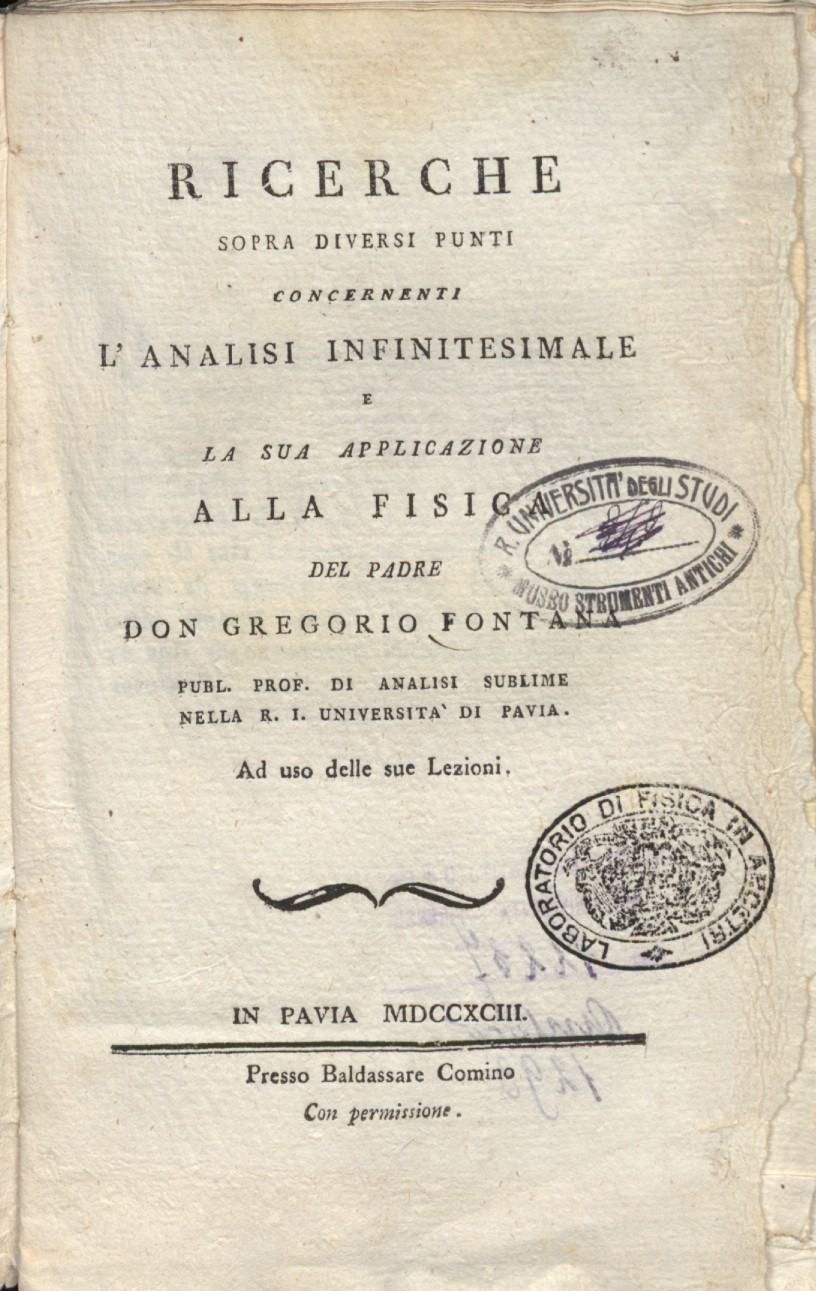
Ricerche sopra diversi punti concernenti l'analisi infinitesimale e la sua applicazione alla fisica, 1793.
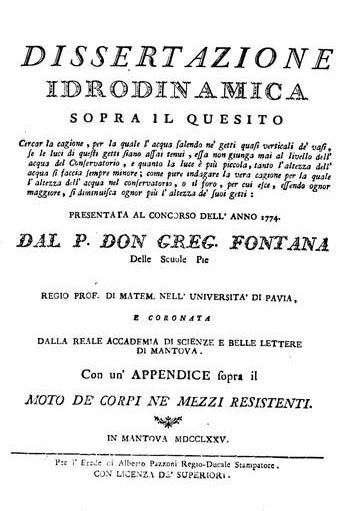